# Brzyszów
Brzyszów – wieś w Polsce położona w województwie śląskim, w powiecie częstochowskim, w gminie Mstów.
W latach 1954–1961 wieś należała i była siedzibą władz gromady Brzyszów, po jej zniesieniu w gromadzie Mstów. W latach 1975–1998 miejscowość administracyjnie należała do województwa częstochowskiego.

## Historia
W 1513 po raz pierwszy w źródłach pojawiła się nazwa wsi Brzyszów, przy okazji rozgraniczania wsi Małusy Małe i Małusy Średnie od Mstowa przez podkomorzego krakowskiego. Wieś stanowiła uposażenie mstowskiego klasztoru. 
W ostatniej ćwierci XVIII stulecia Brzyszów należał do osad powoli się zasiedlających i liczył 11 domów i 57 mieszkańców.
W 1798 dobra klasztorne zostały skonfiskowane przez rząd pruski. W 1822 nastąpiła kasata klasztoru.
W Brzyszowie znajduje się Szkoła Podstawowa im. Kornela Makuszyńskiego. Budynek szkoły wzniesiono w 1938. W 1995  oddano do użytku nowy budynek szkolny (stary zburzono). Nowoczesną salę gimnastyczną wybudowano w latach 2006–2008. W 2019 obok szkoły przekazano do użytkowania kompleks boisk sportowych.

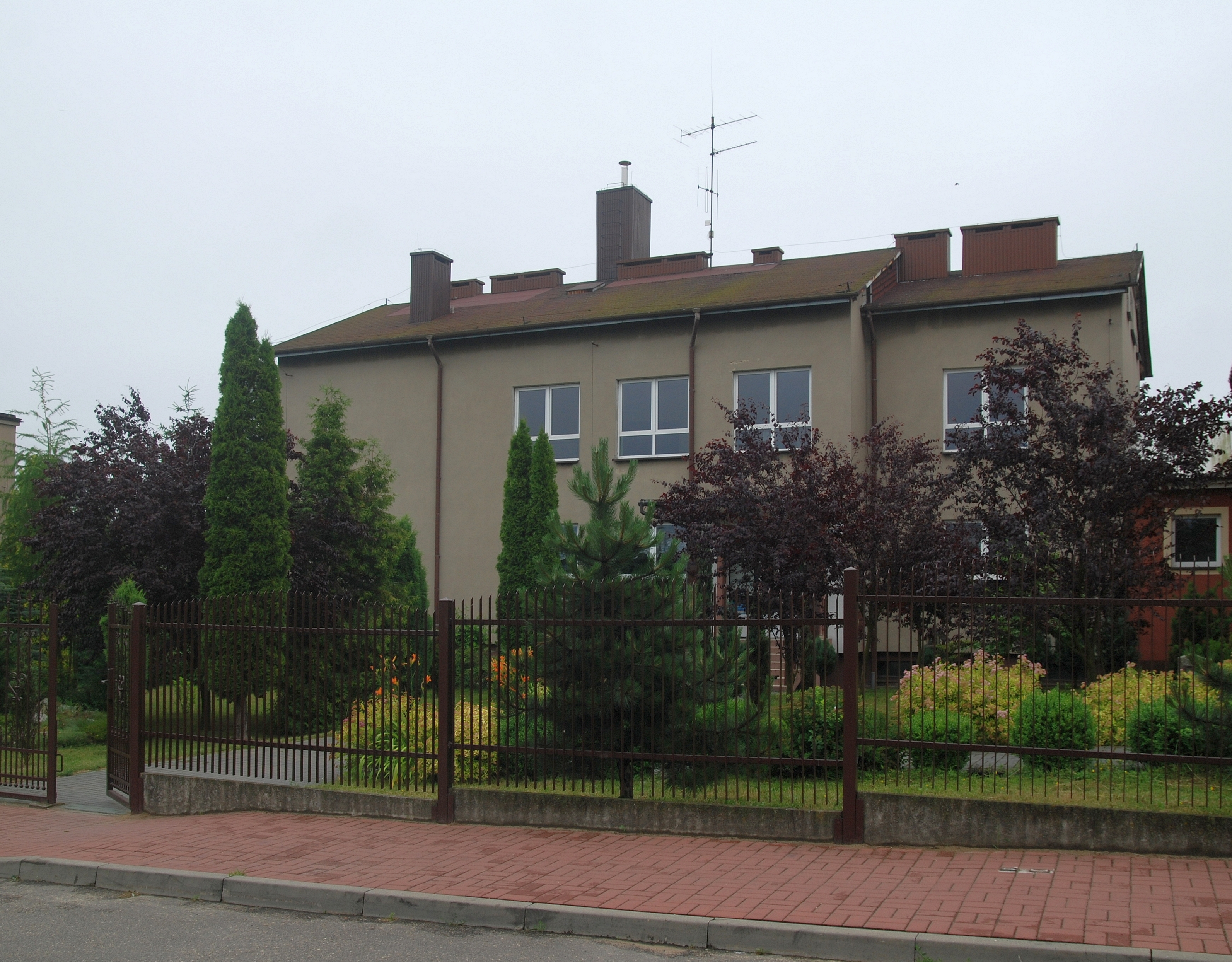
Szkoła podstawowa
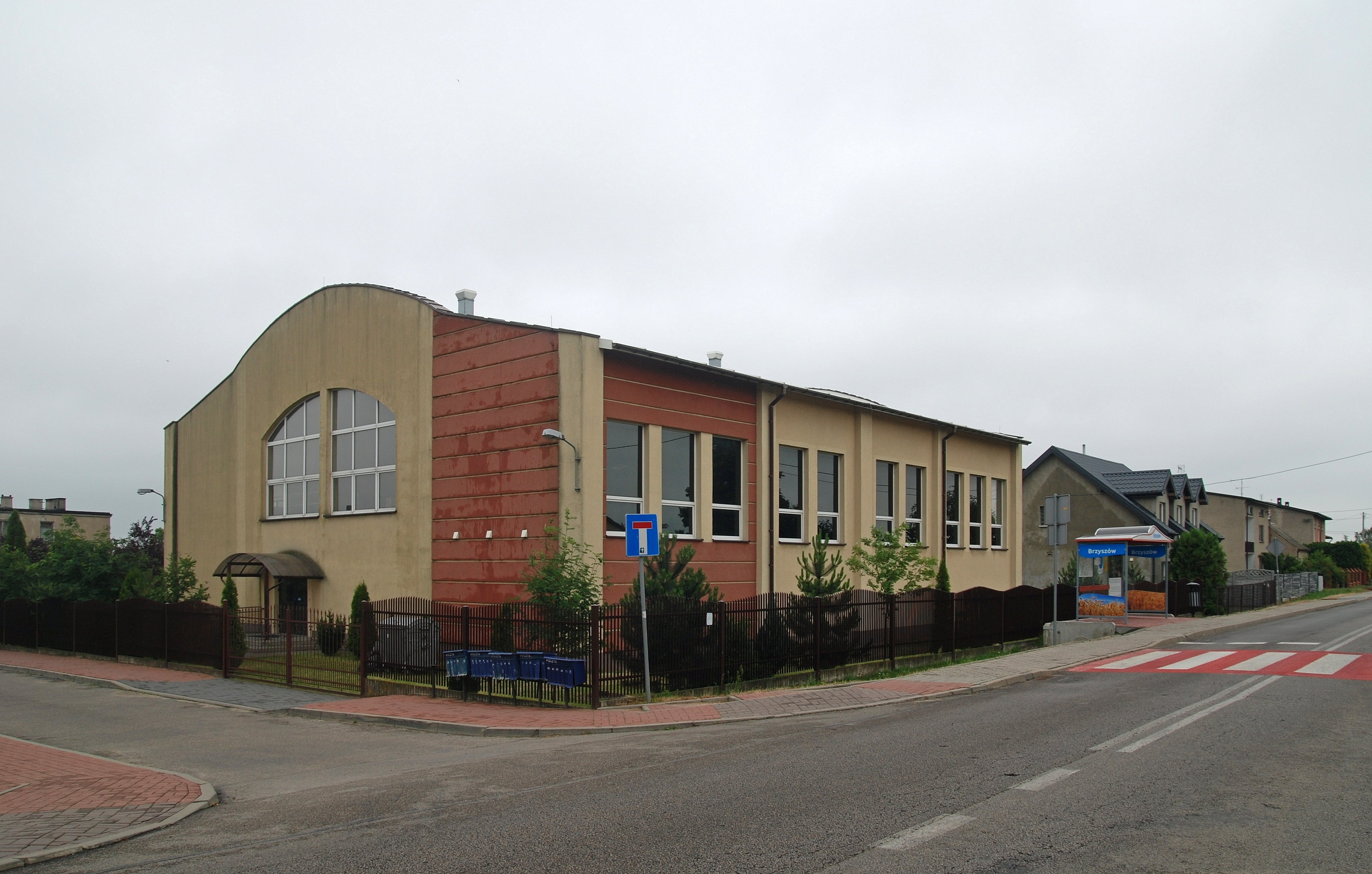
Hala sportowa

### Pochodzenie nazwy
Nazwa osady Brzyszów to nazwa dzierżawcza od nazwy osobowej Brysz, Brzysz, Brys. Nazwa osobowa jest słowiańską przeróbką imienia chrześcijańskiego Brictius w staropolskim brzmiącego Brykczy.   